# Cristo Rey (Corozal)
Cristo Rey (dt.: „Christus König“) ist ein Ort im Corozal District von Belize. 2010 hatte der Ort 869 Einwohner. Die Einwohner sind hauptsächlich Maya vom Stamm der Yukateken. In Belize gibt es einen weiteren Ort mit dem Namen Cristo Rey: Cristo Rey (Cayo) im Cayo District.

## Geografie
Der Ort liegt im Hinterland des Distrikts, nur etwa fünf Kilometer östlich der Grenze zu Mexiko am Corozal Bypass des Northern Highways und zwischen Río Hondo und New River. Im Südwesten liegt die Sapote Lagoon.
Im Umkreis liegen die Orte Yo Chen (N), Concepcion (SO), San Pedro (S) und Louisville (SW). Die nächstgelegenen Orte in Mexiko sind Sabidos und Allende.

### Verkehr
Der Corozal Bypass verbindet den Ort mit San Pedro am Philip Goldson Highway im Süden und mit Patchacan und Chan Chen im Nordosten.

## Wirtschaft und Infrastruktur
Im Januar 2019 wurde ein neues Gesundheitszentrum eingeweiht. Das Zentrum wurde von der Caribbean Development Bank durch ein Darlehen unterstützt. 850.000 Belize-Dollar wurden aufgewendet.

### Schule
Die Grundschule im Ort wird von der katholischen Kirche betrieben.